# Director's cut
Director's cut is een aanduiding voor een versie van een film "zoals de regisseur hem had willen hebben". Doorgaans komt dit neer op een langer geheel door het toevoegen van oorspronkelijk verwijderde scènes of een alternatief einde.
Het is gebruikelijk dat een regisseur samen met de editor een oorspronkelijke versie van een film maakt. Deze kan door de producent of het testpubliek om verschillende redenen worden afgekeurd, bijvoorbeeld vanwege een te ingewikkeld verhaal of een controversiële gebeurtenis. Omdat de producent over het geld gaat, bepaalt deze wanneer er in deze versie (verder) gesneden moet worden of wanneer scènes opnieuw moeten worden opgenomen. Bijvoorbeeld in het geval van een alternatief einde. Wanneer de uitgebrachte versie van de film aanslaat, wordt geregeld alsnog de regisseursversie uitgebracht, zodat er twee versies van de film naast elkaar bestaan.
Er worden daarnaast ook director's cuts uitgebracht die dit proces niet doorliepen, maar commercieel gunstige producten vormen om extra geld aan een film te verdienen. Scènes die in de montagekamer sneuvelden, worden er dan alsnog ingeplakt zonder dat de regisseur hiervoor koos. Deze versies worden ook wel extended cut of special edition genoemd.

## Bekende voorbeelden van director's cuts
- Sergio Leones director's cuts van Once Upon a Time in America - Once Upon a Time in the West - The Good, the Bad and the Ugly
- Bernardo Bertolucci's director's cut van 1900 (novecento), The Last Emperor en Il conformista
- Wolfgang Petersens director's cuts Das Boot en Troy
- Gary Marshalls director's cut van Pretty Woman
- Paul Verhoevens director's cut van Basic Instinct en  RoboCop
- Kevin Costners director's cut van  Dances with Wolves
- Richard Kelly's director's cut van Donnie Darko.
- Sergej Bondartsjoeks director's cut van Oorlog en Vrede (1968)
- James Camerons special edition versies Aliens, Avatar en Terminator 2: Judgment Day.
- Tinto Brass' director's cut van Caligula
- Luc Bessons "Version Intégrale" van Léon.
- Roland Emmerichs langere versies van Stargate en Independence Day.
- George A. Romero's director's cuts of Dawn of the Dead en Land of the Dead.
- Nicholas Meyers special editions van Star Trek II: The Wrath of Khan en Star Trek VI: The Undiscovered Country.
- Ridley Scotts kortere versie van Alien, de gewijzigde en ingekorte Blade Runner, en extended versions van Legend en Gladiator, en de director's cut van Kingdom of Heaven.
- Miloš Formans director's cut van Amadeus.
- Terry Gilliams originele versie van Brazil.
- Sam Peckinpahs originele director's cut van The Wild Bunch.
- Robert Wise' "Director's Edition" van Star Trek: The Motion Picture.
- Jean-Jacques Beineix' aanzienlijk langere director's cut van 37°2 le Matin (Betty Blue).